# Saskia Bartusiak
Saskia Bartusiak, född 9 september 1982 i Frankfurt am Main i Västtyskland, är en tysk före detta fotbollsspelare. Vid fotbollsturneringen under OS 2008 i Peking deltog hon det tyska lag som tog brons.